# هاجيمي كانازاكا
هاجيمي كانزاكا (神 坂 一 ، كانزاكا هاجيمي، من مواليد 17 يوليو 1964) روائي ياباني وكاتب قصص مانغا. اشتهر كانزاكا بكتابة رواية Slayers «سلايرز».

## روابط خارجية
هاجيمي كانزاكا في موسوعة شبكة أخبار الأنمي